# Harry bit för bit
Harry bit för bit (originaltitel: Deconstructing Harry) är en amerikansk komedifilm från 1997, skriven och regisserad av Woody Allen.
Filmen hade premiär i USA den 12 december 1997.

## Rollista i urval
- Caroline Aaron – Doris
- Woody Allen – Harry Block
- Kirstie Alley – Joan
- Bob Balaban – Richard
- Richard Benjamin – Ken
- Eric Bogosian – Burt
- Billy Crystal – Larry
- Judy Davis – Lucy
- Jennifer Garner – Kvinna i hiss
- Paul Giamatti – Prof. Abbott
- Hazelle Goodman – Cookie
- Viola Harris – Elsie
- Mariel Hemingway – Beth Kramer
- Amy Irving – Jane
- Shifra Lerer – Dolly
- Eric Lloyd – Hilliard
- Julia Louis-Dreyfus – Leslie
- Tobey Maguire – Harvey Stern
- Demi Moore – Helen
- Elisabeth Shue – Fay
- Stanley Tucci – Paul Epstein
- Robin Williams – Mel